# Demetrios Bernardakis
Demetrios Bernardakis (in greco Δημήτριος Βερναρδάκης?; Mitilene, 2 dicembre 1834 – Mitilene, 25 gennaio 1907) è stato un drammaturgo e storico greco, candidato al Premio Nobel per la letteratura.

## Biografia
Formatosi presso istituti tedeschi, rientrò in Grecia e divenne professore di storia e filologia all'Università di Atene, mantenendo la cattedra dal 1861 al 1882. Nel 1869 abbandonò brevemente la cattedra in polemica col corpo docente e gli studenti ateniesi, colpevoli secondo Bernardakis di eccessivo purismo linguistico. Ritiratosi dall'insegnamento nel 1882, tornò nella natia Lesbo e non la lasciò più dedicandosi alla propria carriera letteraria.
Storico, redasse una Storia universale e una Storia della Chiesa. Condusse anche un'intesa attività teatrale, creando numerosi drammi in lingua greca moderna. Ebbe inoltre una forte polemica con gli atticisti riguardo la lingua greca, e contro di loro scrisse anche un saggio. Fu candidato al Premio Nobel per la letteratura dal fratello Athanasios Bernardakis, giornalista residente in Francia, nel 1904 e nel 1905, ma entrambe le candidature non ebbero successo.